# Dieter Kunzelmann

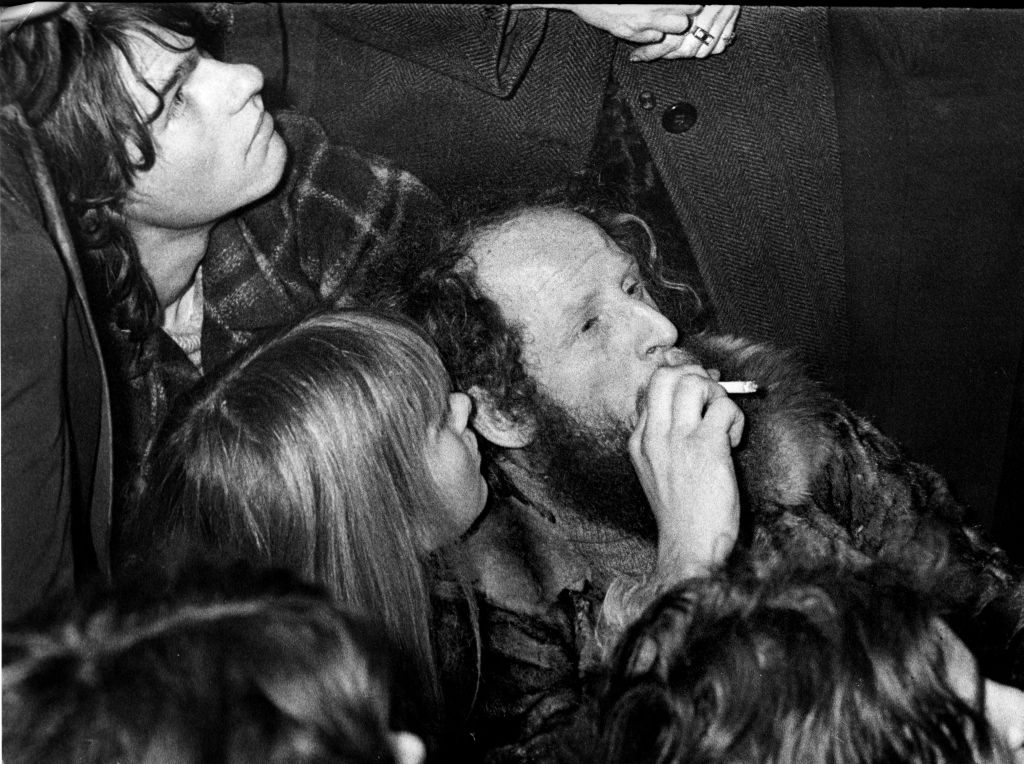
Dieter Kunzelmann mit Ina Siepmann (1969)

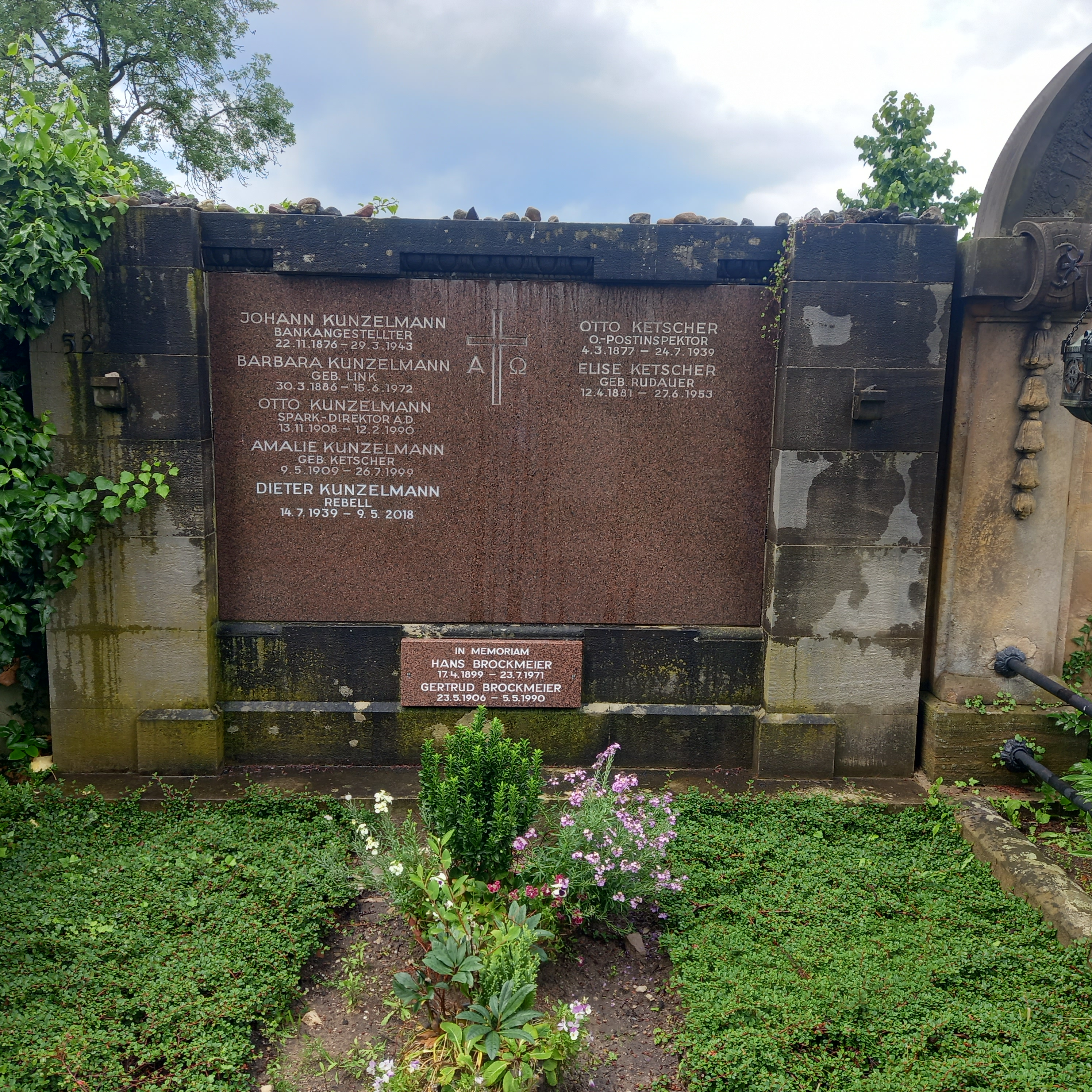
Das Grab von Dieter Kunzelmann im Familiengrab auf dem Hauptfriedhof Bamberg

Dieter Kunzelmann (* 14. Juli 1939 in Bamberg; † 9. Mai 2018 in Berlin) war ein deutscher linksradikaler antisemitischer Politaktivist und Kopf der terroristischen Gruppierung Tupamaros West-Berlin. Bei der Wahl zum Abgeordnetenhaus von Berlin 1975 war er Kandidat der erfolglos kandidierenden KPD-AO und von 1983 bis 1985 Abgeordneter der Alternativen Liste in Berlin.

## Leben

### Kindheit und Jugend
Dieter Kunzelmann wurde als Sohn eines Sparkassendirektors 1939 in Bamberg geboren. Er wurde Banklehrling, brach die Lehre ab und ging nach Paris, „um dort als ‚Clochard‘ zu leben“.
1959 gründete er in München den deutschen Ableger der Situationistischen Internationalen (1957–1972), eine Art Widerstandszelle im Kulturbetrieb.

### 68er-Bewegung und SDS
Kunzelmann wurde Anfang der 1960er Jahre Mitglied der Münchener Künstlergruppe SPUR. Nach Auflösung der Gruppe wurde er unter anderem Gründer diverser Gruppen wie der Münchner Subversiven Aktion und wurde in diesem Zusammenhang vor allem durch von ihm mitorganisierte Happenings und Flugblattaktionen bekannt.
Nach seinem Umzug nach West-Berlin wurde er stadtbekannter Aktivist der 68er-Bewegung und war kurzzeitig – bis zu seinem Ausschluss – Mitglied des Sozialistischen Deutschen Studentenbunds (SDS), obwohl er kein Student war. Kunzelmann war Mitgründer der Kommune I (K1), des Zentralrats der umherschweifenden Haschrebellen und der Terrororganisation Tupamaros West-Berlin.

### Aktivist in der Kommune I
Am 1. Januar 1967 zog er neben Fritz Teufel und Ulrich Enzensberger als einer der Ersten in die Kommune I. Sie wurde zunächst in der Atelierwohnung des Schriftstellers Uwe Johnson in Berlin-Friedenau gegründet, zog dann in eine Altbauwohnung an der Kaiser-Friedrich-Straße am Stuttgarter Platz in Berlin-Charlottenburg und später nach Berlin-Moabit. Dort erprobte er neue Lebensweisen und übernahm die öffentliche Rolle als Chef-Provokateur. Sein Ausspruch gegenüber einem Journalisten: „Ich studiere nicht, ich arbeite nicht, ich habe Schwierigkeiten mit meinem Orgasmus, und ich wünsche, dass die Öffentlichkeit davon in Kenntnis gesetzt wird“, erlangte Kultstatus.

### 1960er bis 1970er Jahre: Verbindung von linkem Terrorismus und Antisemitismus
Laut Lothar Menne, dem ehemaligen Verlagsleiter von Hoffmann und Campe, der ihn noch aus Münchener Zeiten kannte, war Kunzelmann schon seit den frühen 1960er Jahren Antisemit.
Im Juli 1969 nahm Kunzelmann am „Knastcamp von Ebrach“ teil. In der dortigen Jugendstrafanstalt verbüßte Reinhard Wetter, ein Aktivist der Außerparlamentarischen Opposition (APO), eine Haftstrafe. Aus diesem Anlass trafen sich dort knapp 200 Personen aus APO-Kreisen für eine Woche. Von dort aus fuhr Kunzelmann am 20. Juli zunächst mit 20 weiteren Campbeteiligten auf Einladung der anarchistischen Gruppe Uccelli nach Italien. In Rom entschieden sich Kunzelmann, Georg von Rauch, Ina Siepmann, Lena Conradt und Albert Fichter jedoch, mit dem Auto nach Jordanien weiterzureisen und mit der palästinensischen Organisation Fatah Kontakt aufzunehmen. Diese langwierige Expedition finanzierte der italienische Verleger Giangiacomo Feltrinelli. Am 5. Oktober erreichten sie Amman. Dort trafen sie prominente Fatah-Vertreter, unter anderem Jassir Arafat und Farouk Kaddoumi, und erhielten eine militärische Kurzausbildung sowie eine Ausbildung im Bau von Bomben. Bereits Anfang November war der größte Teil der Gruppe, darunter Kunzelmann, von Rauch und Fichter, nach Berlin zurückgekehrt, während Siepmann noch monatelang in Jordanien blieb.
Gegen Ende der 1960er Jahre war Kunzelmann mehrmals in Haft; 1970 wurde er wegen eines Molotow-Cocktail-Anschlages auf die Villa des B.Z.-Chefredakteurs Malte-Till Kogge verhaftet. Nach dem Brandanschlag auf das Altenheim der Israelitischen Kultusgemeinde in München 1970 äußerte Kunzelmann, die Tat sei ein „zionistisches Massaker“, eingefädelt von Zionisten, die deutsche Juden zur Auswanderung nach Israel hätten drängen wollen. Kunzelmann saß über drei Jahre in Untersuchungshaft. Nach seiner Verurteilung wurde er 1975 während der Haft als Freigänger „Kandidat“, aber nicht Mitglied der studentischen KPD in Berlin (vorm. KPD/AO) für die Wahl zum West-Berliner Abgeordnetenhaus. Nach der Haftentlassung 1975 machte er eine Ausbildung zum Drucker.

#### Anschlag auf Pogrom-Gedenkveranstaltung 1969
Auf 250 Teilnehmer der Gedenkveranstaltung am 9. November 1969 (Novemberpogrome von 1938), darunter der Regierende Bürgermeister von Berlin Klaus Schütz sowie der Vorsitzende der Jüdischen Gemeinde Heinz Galinski, wurde ein Bombenanschlag verübt, zu dem sich kurz darauf in einem Flugblatt die linksradikale Gruppe namens „Schwarze Ratten/Tupamaros West-Berlin“ bekannte, als deren Kopf Kunzelmann gilt. Die Bombe war von Peter Urbach, einem V-Mann des Verfassungsschutzes, geliefert worden. Aufgrund eines technischen Defekts explodierte sie nicht. Bis heute ist unklar, ob Urbach und/oder den Bombenlegern selbst dieser Defekt bekannt war oder nicht. Zu einer Anklage wegen des Anschlags kam es nicht.
Der Politologe Wolfgang Kraushaar fand 2005 heraus, dass Albert Fichter der Bombenleger gewesen war. Fichters Aussagen folgend und gestützt durch weitere Angaben, warf Kraushaar Kunzelmann vor, der Anstifter des Anschlags gewesen zu sein. Fichter behauptete ferner: „Der Dieter Kunzelmann hat ja immer von ‚Saujuden‘ geredet und ständig gehetzt. Er ist damals wie ein klassischer Antisemit aufgetreten.“ Bommi Baumann behauptete ebenfalls, die Idee, diese Bombe zu zünden, stamme „einzig und allein“ von Dieter Kunzelmann. Kraushaar deckte 2005 auch auf, dass Peter Urbach, ein V-Mann des Berliner Verfassungsschutzes, die Bombe geliefert hatte. Die Berliner Behörden kannten durch ihn die Namen der beteiligten Täter, die der Schlussbericht einer eingesetzten Sonderkommission benannte. Die Staatsanwaltschaft erhob jedoch keine Anklage; der damals zuständige Staatsanwalt wollte sich 2005 nicht dazu äußern. Kraushaar erklärte dies mit dem „großen Ansehensverlust der Bundesrepublik“, falls der Anschlag auf die Pogrom-Gedenkveranstaltung mit staatlichen Mitteln verübt wurde.
Kunzelmann ließ am 27. November 1969 einen „Brief aus Amman“ im „Szeneblatt“ Agit 883 veröffentlichen. Er hielt sich aber keineswegs in Amman, sondern im Berliner Untergrund auf. In diesem Brief rief Kunzelmann zur Solidarität mit der Fatah auf:

„[Die Linken haben] das noch nicht begriffen. Warum? Der Judenknax. […] Wenn wir endlich gelernt haben, die faschistische Ideologie ‚Zionismus‘ zu begreifen, werden wir nicht mehr zögern, unseren simplen Philosemitismus zu ersetzen durch eindeutige Solidarität mit AL FATAH, die im Nahen Osten den Kampf gegen das Dritte Reich von Gestern und Heute und seine Folgen aufgenommen hat.“

Auch in weiteren Äußerungen nahm er auf das Attentat Bezug, so sprach er von der „Bombenchance“, die das Palästina-Komitee nicht genutzt habe, um „eine Kampagne zu starten“, sowie von den „Bombenlegern“, die „schon etwas weiter“ seien. Gerd Koenen bewertet den „Brief aus Amman“ als „Apologie“ des von Kunzelmann als „Bombenchance vom 9. November“ bezeichneten Anschlags auf die Pogrom-Gedenkveranstaltung und, weil Kunzelmann zum angeblichen Verfassungszeitpunkt bereits wieder in Berlin war, als „ein Stück persönlicher Camouflage“.
In seiner 1998 erschienenen Autobiografie bestritt Kunzelmann eine Beteiligung an dem Anschlag und äußerte sich: „Jedem Linken hätte eigentlich klar sein müssen, dass eine derartige Aktion keinerlei Sympathien für die legitimen Anliegen der Palästinenser zu wecken vermochte; ganz zu schweigen davon, dass sie sich angesichts der deutschen Vergangenheit von selbst verbietet.“

### 1980er Jahre: Abgeordneter der Alternativen Liste
Von 1983 bis 1985 war Kunzelmann knapp zwei Jahre lang Abgeordneter der Alternativen Liste im Berliner Abgeordnetenhaus. Er sammelte akribisch ordnerweise alle Pressemeldungen, in denen er eine Rolle spielte. Anschließend arbeitete er als Archivar in der Anwaltskanzlei von Hans-Christian Ströbele.

### 1990er Jahre: Eierwürfe und inszenierter Suizid
In den späten 1980er und frühen 1990er Jahren machte Kunzelmann durch politische Störaktionen und Eierwürfe von sich reden. So bewarf er am 11. Oktober 1993 den Dienstwagen des damaligen Regierenden Bürgermeisters von Berlin, Eberhard Diepgen, beim Spatenstich am Potsdamer Platz mit einem Ei; dabei wurde die Windschutzscheibe beschädigt. Hierfür wurde er zu einer fünfmonatigen Bewährungsstrafe verurteilt. Die Verhandlung fand im Dezember 1995 statt. Diepgen war als Zeuge geladen. Mit den Worten „Frohe Ostern, du Weihnachtsmann“ zerdrückte Kunzelmann während der Verhandlung am 20. Dezember 1995 auf dem Kopf Diepgens ein Ei. Aufgrund dessen erhielt er zwei Wochen Ordnungshaft. Des Weiteren wurde die Bewährungsstrafe im Berufungsverfahren am 16. Januar 1997 in eine fünfmonatige Freiheitsstrafe umgewandelt. Für den zweiten Eierangriff wurde Kunzelmann am 31. Januar 1997 zu einer weiteren Freiheitsstrafe von sechs Monaten verurteilt; beide Verurteilungen wurden zu einer Gesamtstrafe zusammengezogen. Dem Haftantritt entzog sich Kunzelmann durch Flucht. Am 3. April 1998 inszenierte er durch eine Zeitungsanzeige seinen Freitod. In der Berliner Zeitung war eine Anzeige mit dem Text „Nicht nur über sein Leben, auch über seinen Tod hat er frei bestimmt, Dieter Kunzelmann, 1939–1998“ geschaltet.

### Letzte Jahre und Tod, 2000–2018
Am 14. Juli 1999, seinem 60. Geburtstag, tauchte er offiziell wieder auf, um seine Haftstrafe abzusitzen. Die Entlassung erfolgte am 13. Mai 2000, wiederum gefolgt von drei Eierwürfen auf die Tegeler Gefängnismauer.
Nach seiner Entlassung lebte Kunzelmann noch 18 Jahre in seiner Berliner Zwei-Zimmer-Wohnung. Der Spiegel beschrieb ihn als „im Umgang kompliziert, komisch und stets von sich selbst sehr überzeugt“ sowie als „paranoiden Kauz“. Er starb am 9. Mai 2018 im Alter von 78 Jahren, „friedlich mit einer nicht angezündeten Zigarette in der Hand, in einem Sessel sitzend“. Seine Urne wurde auf dem Bamberger Hauptfriedhof beigesetzt.

## Schriften
- Leisten Sie keinen Widerstand. Bilder aus meinem Leben. Transit Buchverlag, Berlin 1998, ISBN 3-88747-132-6.
- Dieter Kunzelmann: Notizen zur Gründung revolutionärer Kommunen in den Metropolen. In: Albrecht Goeschel (Hrsg.): Richtlinien und Anschläge: Materialien zur Kritik der repressiven Gesellschaft. Hanser, München 1968, DNB 457940123, S. 100 ff. (infopartisan.net [abgerufen am 8. Juni 2024]).